# Diagnóstico molecular
O termo diagnóstico molecular é utilizado de diferentes formas. Em sentido mais amplo poderá ser definido como o conjunto de métodos analíticos utilizados em laboratório com o intuito de analisar amostras obtidas de doentes nomeadamente a presença e/ou quantidade de moléculas ou sua função. Esta perspectiva é coincidente, em parte, com a (bio)química clínica. Em sentido mais restrito, o termo diagnóstico molecular poderá ser utilizado como sinónimo de diagnóstico genético e refere-se aos métodos que poderão ser utilizados para determinar as alterações moleculares na informação genética (sequenciação de DNA), a interpretação desta informação (expressão genética) ao nível molecular (DNA, mRNA e proteínas). A base para o diagnóstico molecular (genético) está em rápido crescimento e desenvolvimento. Segundo McQueen e Muller (2006).
| “ | new results in biomedical research and new developments in biotechnology entered in medical sciences and changed traditional orientations | ” |

A investigação do genoma humano e a epigenómica tem aumentado substancialmente o conhecimento acerca da influência das modificações genéticas no surgimento e desenvolvimento da doença. Os avanços na automação da sequenciação genética NGS (next generation sequencing) tornaram possível não apenas o sequenciação do genoma humano mas também a sequenciação de outros organismos de importância clínica nomeadamente vírus ou microrganismos patogénicos. Os avanços no diagnóstico tem ampliado as relações entre as muitas mutações  e "do paradigma monogênico (uma doença, uma mutação) passou-se para o poligênico (uma doença, várias mutações)"